# Siegfried Hess

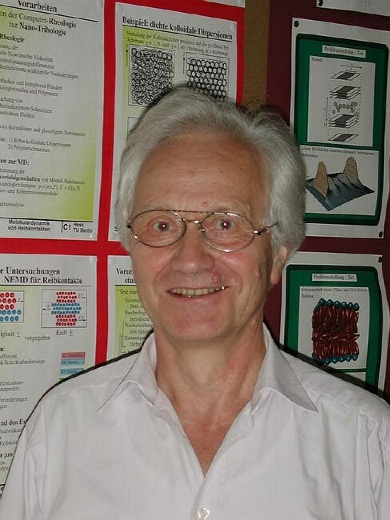
Siegfried Hess

Siegfried Hess (* 20. März 1940 in Hof (Saale)) ist ein deutscher Physiker. Bis 2007 lehrte und forschte er als Professor am Institut für Theoretische Physik der Technischen Universität Berlin.

## Leben
Siegfried Hess studierte an der Friedrich-Alexander-Universität Mathematik und Physik. 1960 wurde er im Corps Bavaria Erlangen aktiv. 1964 erhielt er das Diplom in Physik. Er war graduierter Student in Chemical Engineering an der University of Minnesota in Minneapolis, USA. 1967 promovierte er in Erlangen zum Dr. rer. nat mit einer Dissertation zu den Grundlagen der Kinetischen Theorie mehratomiger Gase, unter der Betreuung von Ludwig Waldmann. Hess war Postdoktorand am Kamerlingh Onnes Laboratorium der Universität Leiden. Er wurde Professor für Theoretische Physik in Erlangen und im Jahre 1984, an der Technischen Universität Berlin. Er arbeitete als Gastwissenschaftler und Gastprofessor am Physik Department der University of Toronto am Huygens Laboratorium der Universität Leiden in Holland, am National Bureau of Standards in Boulder (Colorado, USA), am Institut Laue-Langevin (ILL) in Grenoble, Frankreich, an der Research School of Chemistry of the Australian National University (ANU) in Canberra und am Kavli Institute for Theoretical Physics der University of California, Santa Barbara, USA.
Sein wissenschaftliches Arbeitsgebiet ist die Statistische Physik von Materialeigenschaften und Nicht-Gleichgewichts-Phänomenen in Kondensierter Materie, z. B. in Gasen, Flüssigkeiten, Flüssigkristallen, kolloidalen Dispersionen, Ferro-Fluiden und polymeren Flüssigkeiten. Er untersuchte auch elastische Eigenschaften und das plastische Fließen von Festkörpern. Er arbeitete zu den theoretischen Grundlagen, zur Herleitung der relevanten Gleichungen und deren Lösung mittels analytischer und numerischer Rechnungen, sowie zum Vergleich mit Ergebnissen von Computer-Simulationen und Experimenten. Er verfasste eine Einführung in die Mechanik und Quantenmechanik für Kinder und interessierte Laien. Er ist Mitglied der Accademia Peloritana dei Pericolanti in Messina, Sizilien.

## Veröffentlichungen
- Opa, was macht ein Physiker? : Physik für Jung und Alt. Berlin: Wiley-VCH, 2014. ISBN 978-3-527-41263-1.
- Tensors for Physics (Undergraduate Lecture Notes in Physics). Berlin: Springer, 2015. ISBN 978-3-319-12786-6.